# Кёрбер, Эрнест фон
Эрнест фон Кёрбер (нем. Ernest von Koerber, 6 ноября 1850 — 5 марта 1919) — австро-венгерский государственный деятель. Дважды (в 1900—1904 и 1916) занимал пост министр-президента Цислейтании.

## Биография
Родился в Триенте, входившем в состав Австрийской империи в семье подполковника жандармерии Йозефа фон Кёрбера. Учился в Вене — вначале в гимназии «Терезианум», затем в Венском университете.
С 1874 работал в Министерстве торговли. В 1895 назначен генеральным директором железных дорог, в 1896 получил классный чин тайного советника. В 1897—1898 — министр торговли, с 1899 — министр внутренних дел Цислейтании.
С 19 января 1900 по 31 декабря 1904 — министр-президент Цислейтании. В 1902—1904 одновременно занимал пост министра юстиции. В 1903 удостоен Большого Креста Ордена Св. Стефана. Покинул государственную службу по состоянию здоровья. С 1906 — член Академии наук.
После начала Первой мировой войны, в 1915 — 1916 исполнял обязанности имперского министра финансов. После гибели министр-президента графа фон Штюргка, 31 октября 1916 получил от императора Франца-Иосифа предложение сформировать правительство. Однако, уже 21 ноября Франц-Иосиф умер, а с новым императором, Карлом I, Кёрбер сработаться не смог. 13 декабря он покинул свой пост. Умер в 1919, находясь на лечении в санатории в Бадене. Похоронен в Вене.

## Политика Кёрбера
Находясь во главе правительства, Кёрбер зарекомендовал себя как политик буржуазно-либерального направления. Стремился поддерживать единство Австро-Венгрии в условиях усиливавшегося влияния национальных движений в разных частях империи. Активно занимался реализацией проектов, связанных с развитием транспортной инфраструктуры, прежде всего — железных дорог и каналов, которые должны были связать между собой все крупные реки Цислейтании. Выдвинутый Кёрбером план оценивался как самый смелый и долгосрочный проект в истории страны. Считал, что быстрый экономический рост не только будет способствовать общему повышению благосостояния жителей, но и позволит сгладить противоречия между населявшими Австро-Венгрию народами. По финансовым причинам планы Кёрбера были реализованы лишь в небольшой части.
Пытался наладить отношения с социал-демократами, упразднил цензуру печати. Однако, он должен был править как его предшественники по существу посредством чрезвычайных постановлений, так как немецкоязычные либералы не опирались на сколько-нибудь существенную политическую поддержку. Противоречия между чехами и немцами в Богемии, между итальяноязычными и немецкоязычными жителями Тироля так и остались неразрешенными.
Годы существования правительства Кёрбера часто оцениваются как «последний шанс австро-венгерской монархии», который, однако, объективно не мог быть использован.
В годы войны при обсуждении вопроса об условиях вхождения в состав империи захваченных у России польских земель выступал против предоставления Польше широкой автономии, поскольку опасался, что такой шаг вызовет стремление к получению аналогичного статуса у представителей других народов Австро-Венгрии.